# Amelora thegalea
Amelora thegalea är en fjärilsart som beskrevs av Turner 1947. Amelora thegalea ingår i släktet Amelora och familjen mätare. Inga underarter finns listade i Catalogue of Life.